# 方家砖雕台门
29°58′53.8″N 121°26′47.8″E / 29.981611°N 121.446611°E
方家砖雕台门是浙江省宁波市江北区慈城镇的一座清代建筑台门。建筑位于慈城镇东南的张家园6号，坐北朝南，由台门、正楼、后进及左右厢房组成。其台门上设有筒瓦滴水，有斗拱平身科六攒，并设有丰富的砖雕。正楼为重檐硬山顶，面阔五间两弄，为穿斗抬梁混合结构，前后均置廊。建筑1986年成为江北区文物保护单位，1997年8月成为浙江省文物保护单位。